# ЕЦ-2
ЕЦ-2 — залізничний пасажирський зупинний пункт Харківської дирекції Південної залізниці.
Розташований на півдні міста Харків (місцевість Жихор-1, пост електричної централізації станції Основа), Основ'янський район, Харківської області на лінії Основа — Зміїв між станціями Жихор (5 км) та Основа (5 км).
Станом на травень 2019 року щодоби сім пар приміських електропоїздів здійснюють перевезення за маршрутом Харків-Пасажирський/Харків-Левада — Ізюм/Гракове.